# مردیت گری
مردیت گری (به انگلیسی: Meredith Grey) از شخصیت‌های اصلی سریال آناتومی گری است و الن پامپئو این نقش را ایفا کرده‌است.
شخصیت اصلی داستان است. فصل‌های ابتدایی این سریال، اوج پرداختن به رابطۀ او با درک و پیچیدگی‌هایش است.
پدر مردیت که همسرش را برای درمان به سیاتل آورده بود، با مرگ همسرش مردیت را مقصر می‌داند و تا مدت‌ها او را ملامت نمی‌کند.
خالی بودن جای محبت پدرانه، شماتت‌ها و از طرفی وجود لکسی، خواهر ناتنی‌اش، مردیت را در برهه هایی تحت فشار روحی قرار می‌دهد.
اما اصلی‌ترین تأثیرات را مادر مردیت در زندگی‌اش می‌گذارد. الن پومپئو اولین نقش اصلی را در سریال آناتومی گری به دست می‌آورد، او برای این سریال در بخش بهترین اجرای تلویزیونی درام نامزد جایزۀ گلدن گلوب شده‌است.